# 托马斯·威利特
托马斯·威利特（Thomas Willett，1605年–1674年），英裔美国商人，政治人物。曾担任第1任（1665年–1666年）、第3任（1667年–1668年）纽约市市长。

## 生平
1605年8月，托马斯·威利特生于英格兰赫特福德郡巴利（Barley）。成人后，先后移居莱顿、北美普利茅斯殖民地。1665年6月12日，被任命为纽约市市长。1667年，再次担任市长。